# Размещение (экология)

Типы размещения особей двух ценопопуляций растений: А – диффузное несегрегированное (неразобщенное); Б - групповое несегрегированное; В - групповое сегрегированное; Г - групповое частично сегрегированное; Д - диффузное частично сегрегированное; Е - частично сгруппированное и сегрегированное (Грейг-Смит, 1964)

Размещение (Раменский, 1929), распределение, физиономический гомогенитет (Сукачев, 1927), общественность (Браун-Бланке, 1928), кучность (Раменский, 1938), узор (pattern: Greig-Smith, 1952) — характер распределения особей и  популяций в биоценозе. В значительной мере зависит от биологии видов, в частности от способа размножения и расселения, и от условий биоценотической среды — равномерности слоя подстилки, гниющего валежника, некроподиумов. Следует различать диффузное, или равномерное, групповое и пятнистое (клоны вегетативно подвижных растений) размещение. Последнее часто называют контагиозным. Группы и пятна разных видов могут быть сегрегированными и несегрегированными, причем, в структуре главного слоя они играют роль парцелла, второстепенного — микроценозов. Целый ряд беспозвоночных и позвоночных животных нормально может существовать и иметь высокую продуктивность только при групповом размещении («групповой эффект»). Биоценозы с диффузным распределением растений часто называются диффузными, а с контагиозным — мозаичными.
Нужно иметь в виду, что организмы в биоценозах, или ценоэкосистемах, размещены не только в одной плоскости, но в трехмерном пространстве, в различных биогоризонтах (лишайники, членистоногие, птицы и другие позвоночные). Это касается и водных экосистем.
Размещение исследуют как глазомерно, так и более точными методами: проекций (с определением площадей индивидуумов, групп и пятен), промеров, встречаемости, часто с применением математических методов.